# Estación Devoto
Devoto es una estación ferroviaria ubicada en el barrio homónimo de la Ciudad de Buenos Aires, Argentina. Fue inaugurada el 13 de noviembre de 1888.
Se encuentra ubicada en el casco céntrico del barrio, a una cuadra de la Plaza Arenales. Posee tres plataformas, cuatro andenes, locales comerciales y un túnel peatonal.
Existe, además, un restaurante montado en un viejo coche comedor de madera que data de 1906 fuera de la estación.
En la actualidad dicho vagón a que se hace referencia, fue sacado hace unos años (luego del año 2016).

## Ubicación
Se encuentra ubicada en el barrio de Devoto, en la intersección de la diagonal Fernández de Enciso con la calle Ricardo Gutiérrez.

## Servicios
La estación corresponde a la Línea San Martín de los ferrocarriles metropolitanos de Buenos Aires que conecta las terminales Retiro, José C. Paz, Pilar y Domingo Cabred.

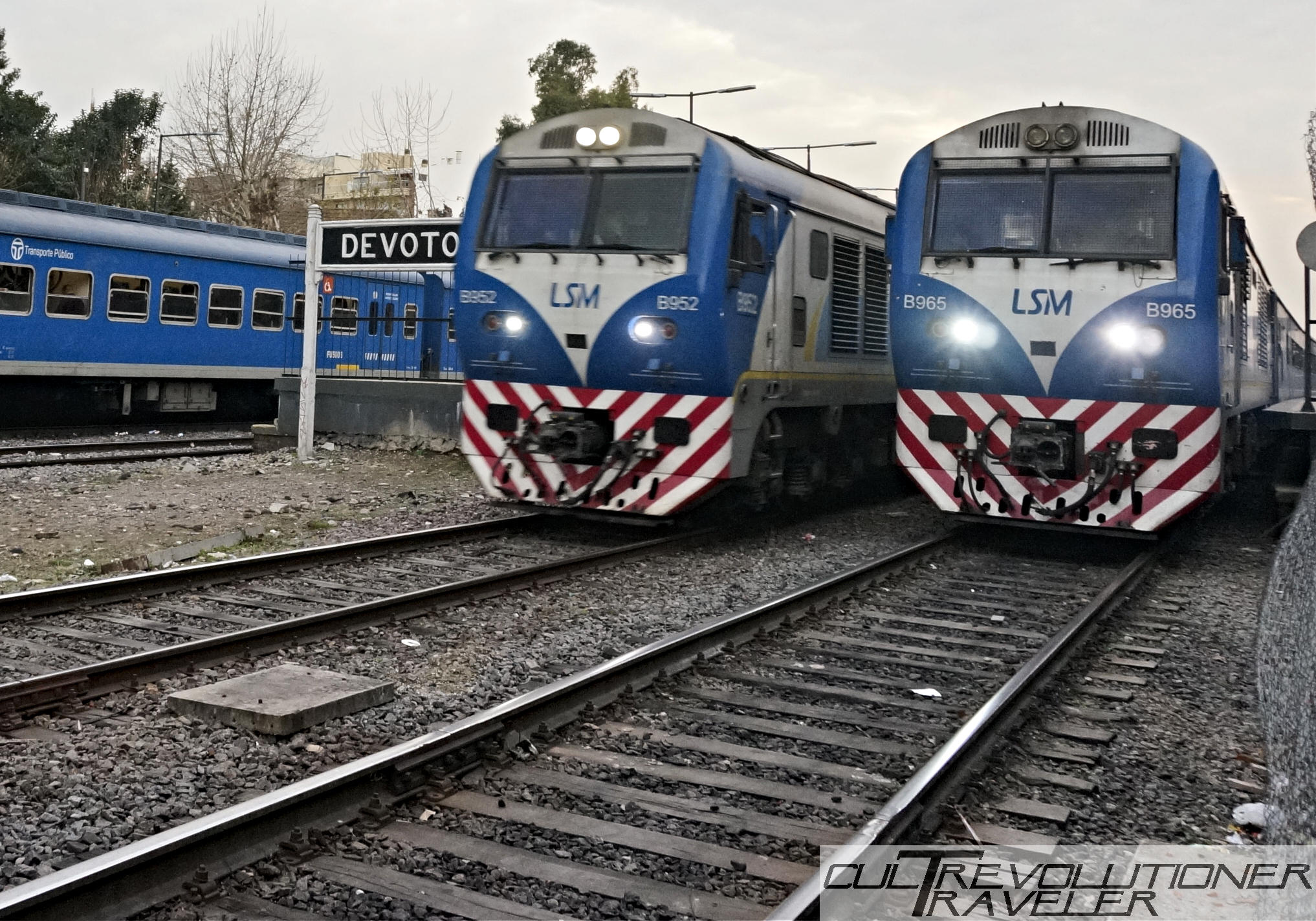

## Características
Es una de las estaciones más viejas de la actual Línea San Martín, que originalmente era el ramal Palermo - Mercedes del Ferrocarril Buenos Aires al Pacífico. La estación consta de dos andenes laterales y una plataforma central, en donde se ubican los andenes 1 y 2.
El edificio principal se encuentra sobre el andén 4, en donde paran los trenes rumbo a Retiro. Se trata de una antigua construcción de origen británico, que mantiene muchos de los detalles y carteles originales. En el andén 3, donde paran los trenes rumbo a Cabred, existe un refugio que funciona como boletería, mientras que en la plataforma central existe un prolongado refugio en donde se están instalando módulos para molinetes.
Todos los andenes están unidos entre sí por un puente peatonal, el cual también posee una salida actualmente inhabilitada sobre la calle Ricardo Gutiérrez (lado sur).

## Historia
Fue inaugurada por el Ferrocarril Buenos Aires al Pacífico el 13 de noviembre de 1888 en el marco del recientemente inaugurado ramal Palermo - Mercedes. Contaba originalmente con dos vías más entre el actual andén 3 y la calle Ricardo Gutiérrez (sur), lo cual explica las dos salidas que posee el túnel peatonal. En el espacio de aquellas vías, actualmente existe un parque lineal.
A partir del año 2014 comenzó el proceso de elevación de andenes en toda la línea, incluyendo a Devoto, en el marco de la incorporación de nuevos trenes cero kilómetros. Junto a la elevación se han agregado nuevos refugios complementarios y módulos de molinetes.

## Diagrama
| Plataforma lateral, las puertas abren del lado izquierdo. |                                                                |
| Andén 4                                                   | Trenes comunes a Retiro (próxima Villa del Parque) →           |
| Andén 2                                                   | Trenes rápidos a Retiro (no paran) →                           |
| Plataforma central, las puertas abren del lado derecho.   |                                                                |
| Andén 1                                                   | ← Trenes rápidos a J. C. Paz/Pilar/Cabred (no paran)           |
| Andén 3                                                   | ← Trenes comunes a J. C. Paz/Pilar/Cabred (próxima Sáenz Peña) |
| Plataforma lateral, las puertas abren del lado izquierdo. |                                                                |

## Galería

### Antes de la elevación

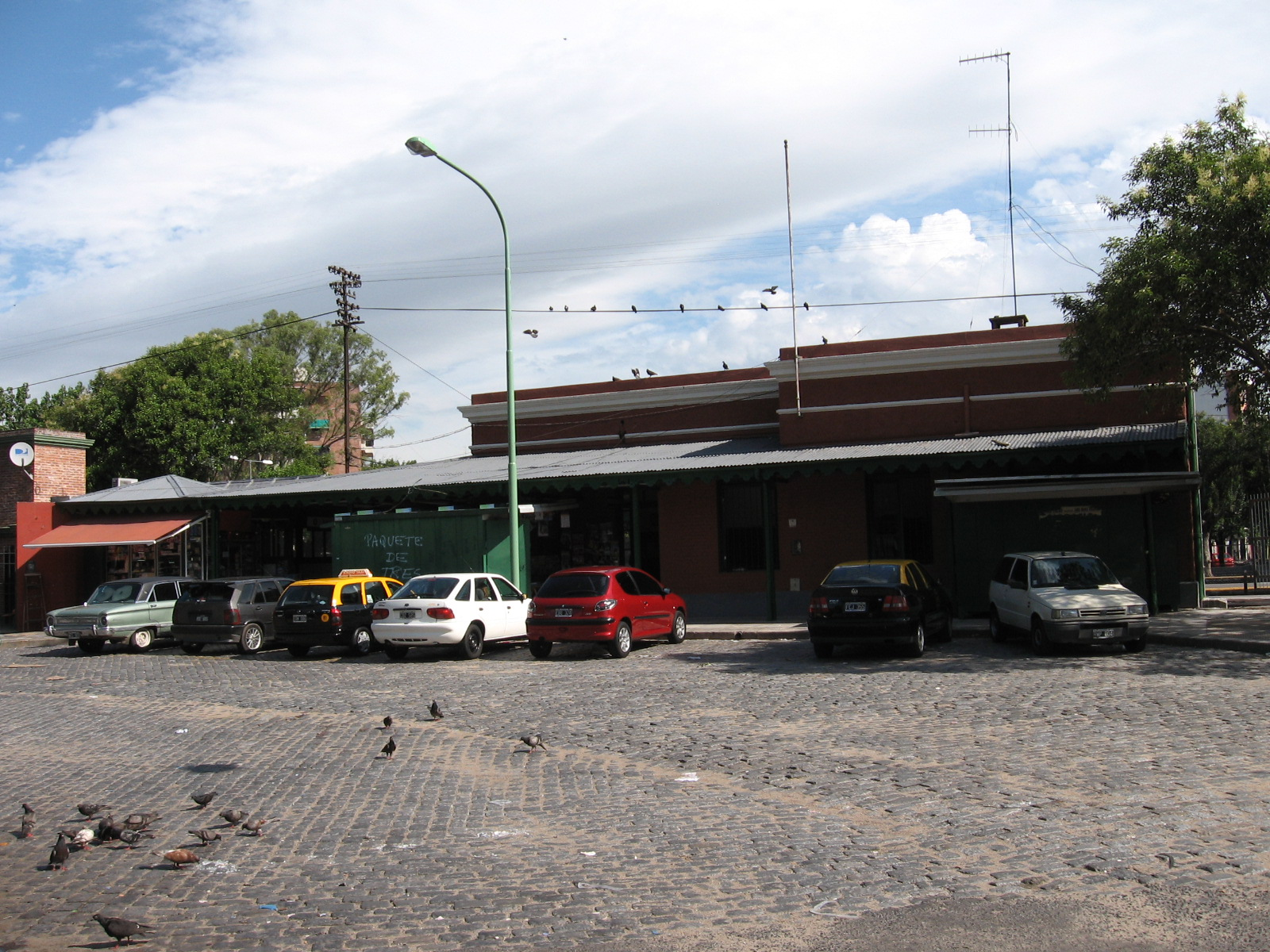
Entrada a la estación
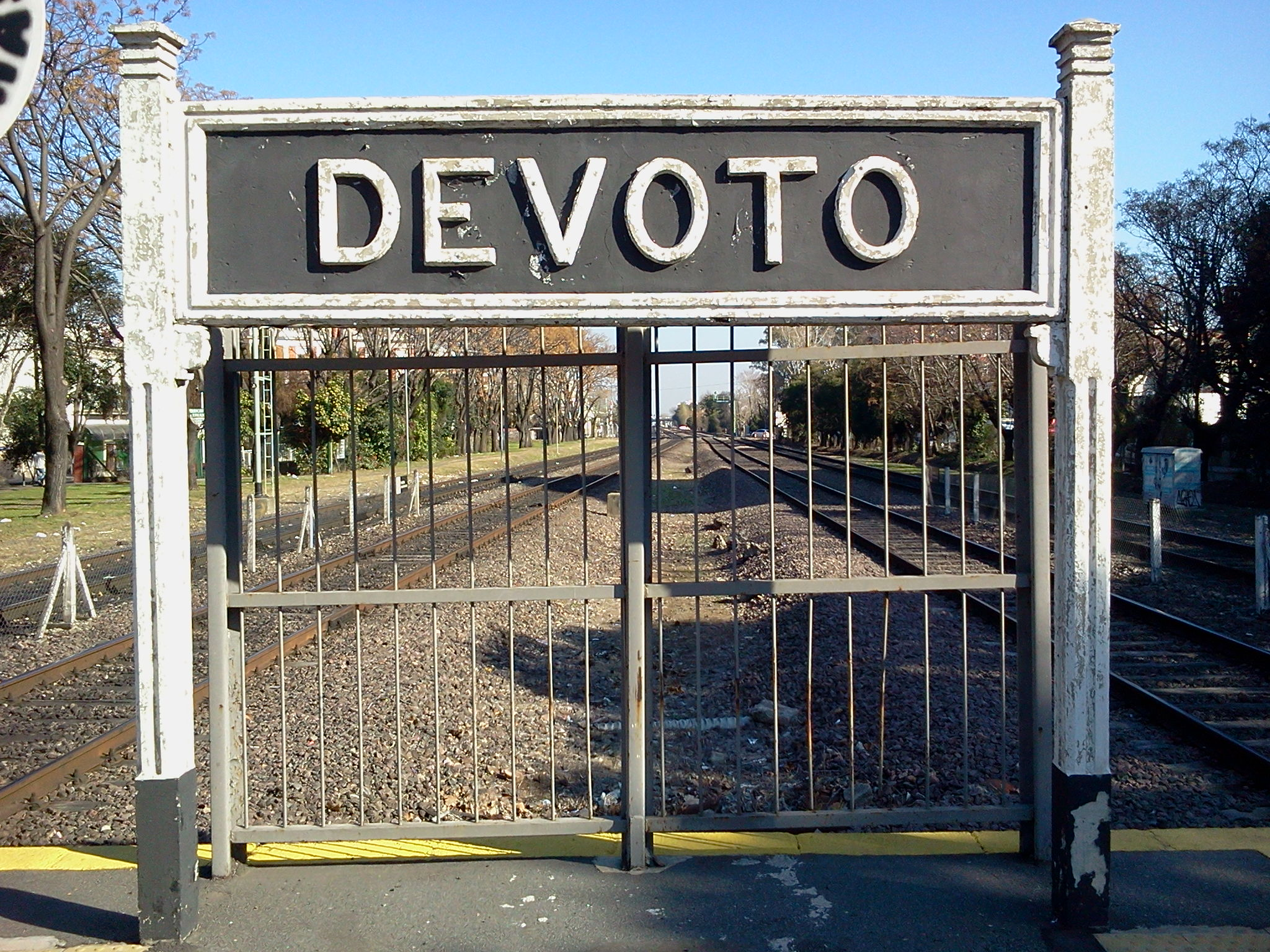
Cartel Nomenclador de cemento
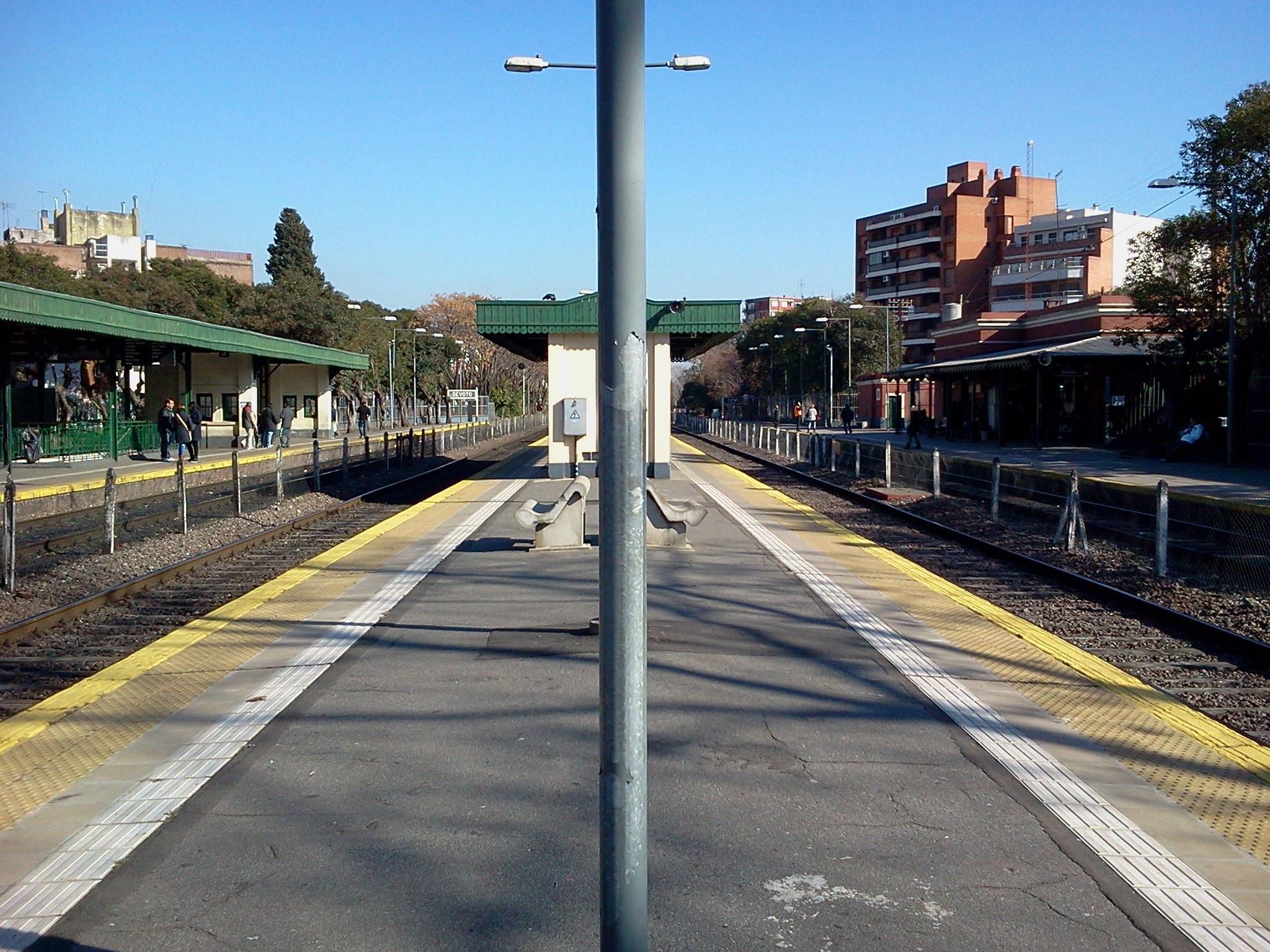
Andenes centrales
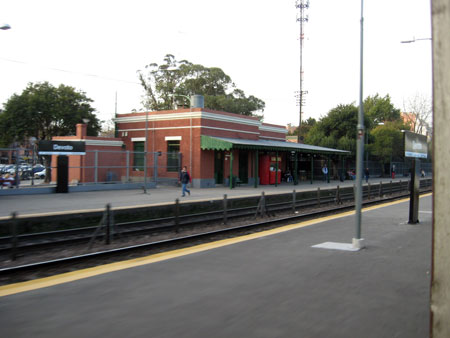
Edificio de la estación

### En la actualidad

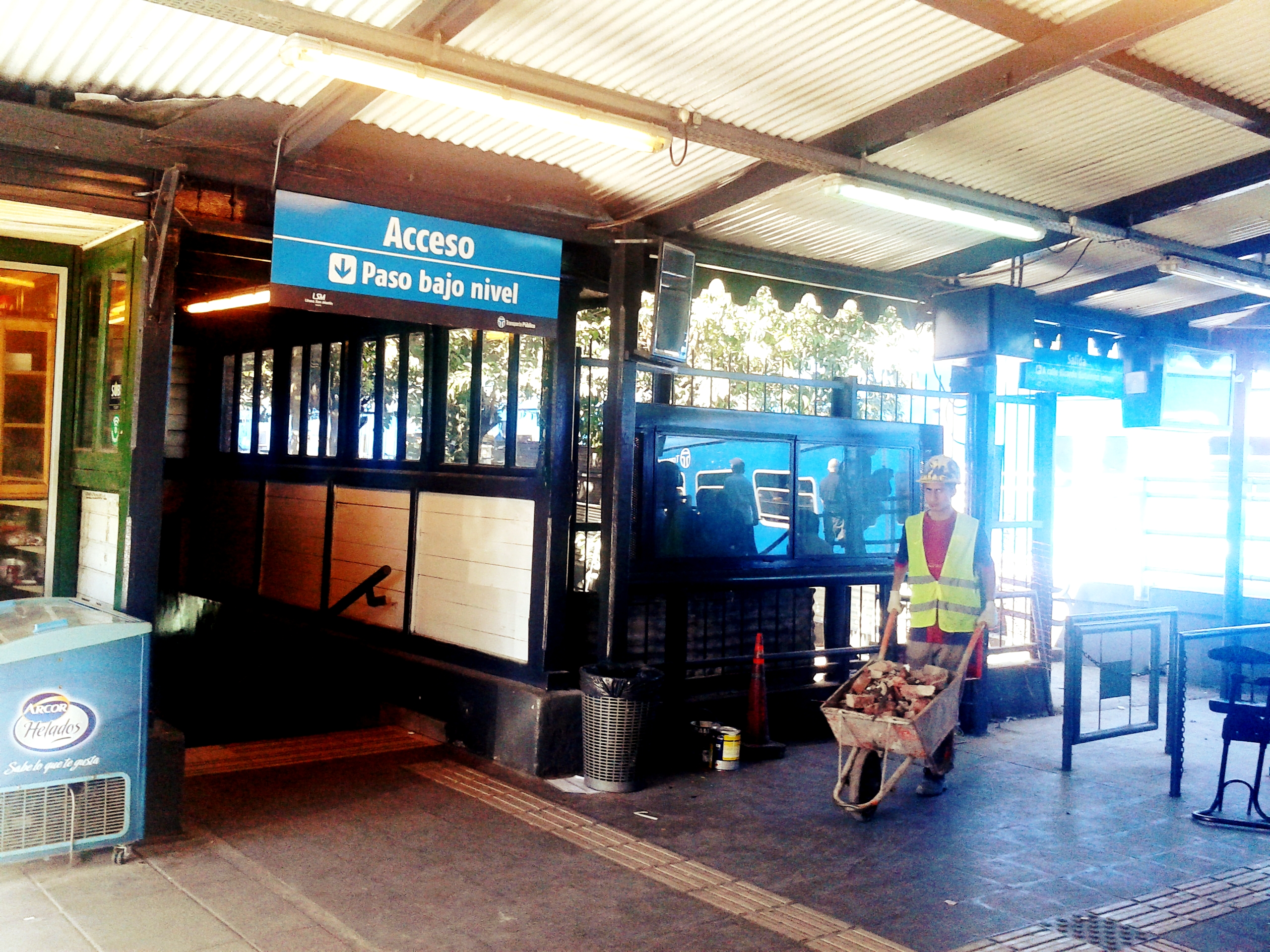
Acceso al túnel desde el andén 4
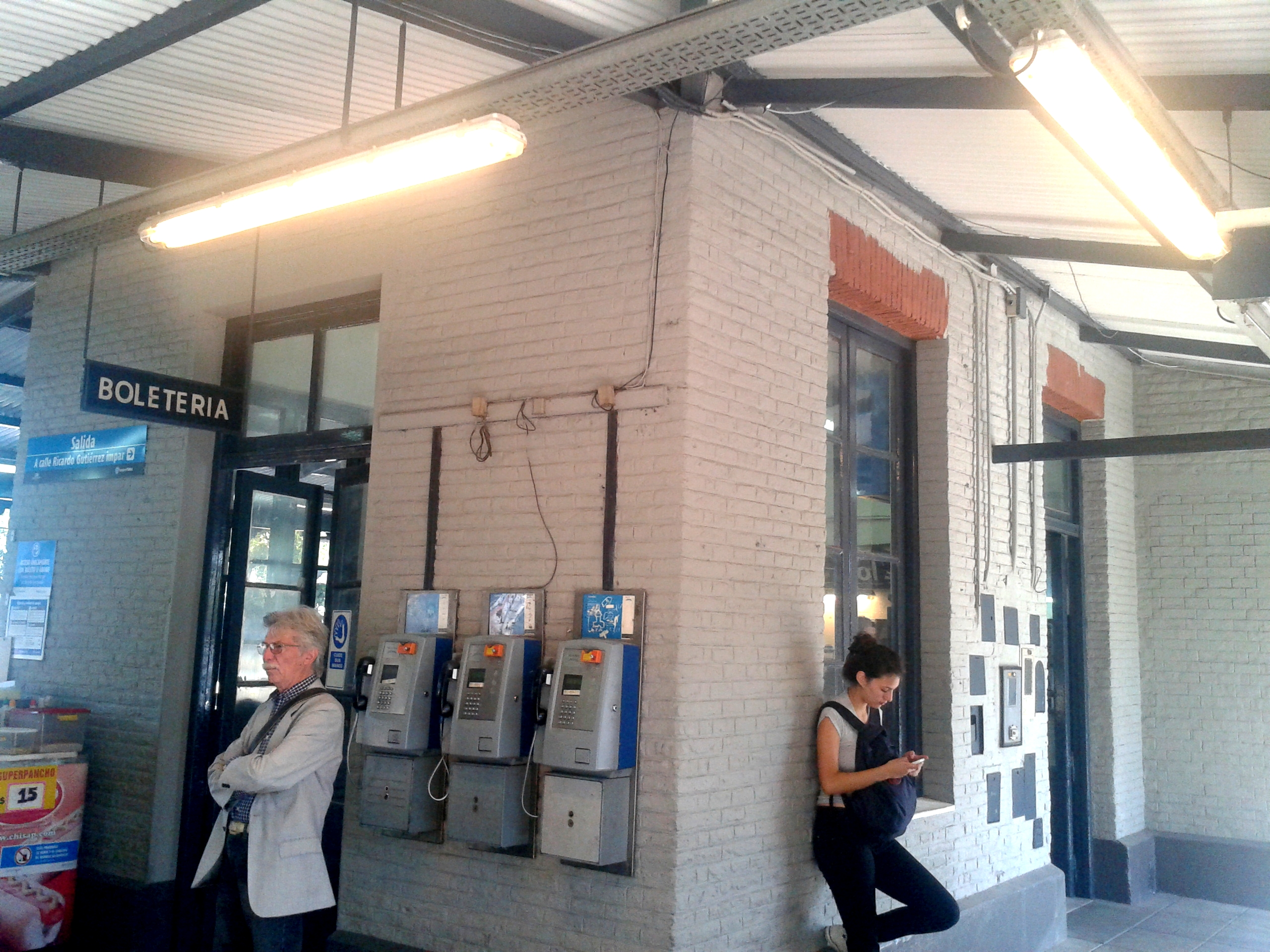
Boleterías del edificio principal
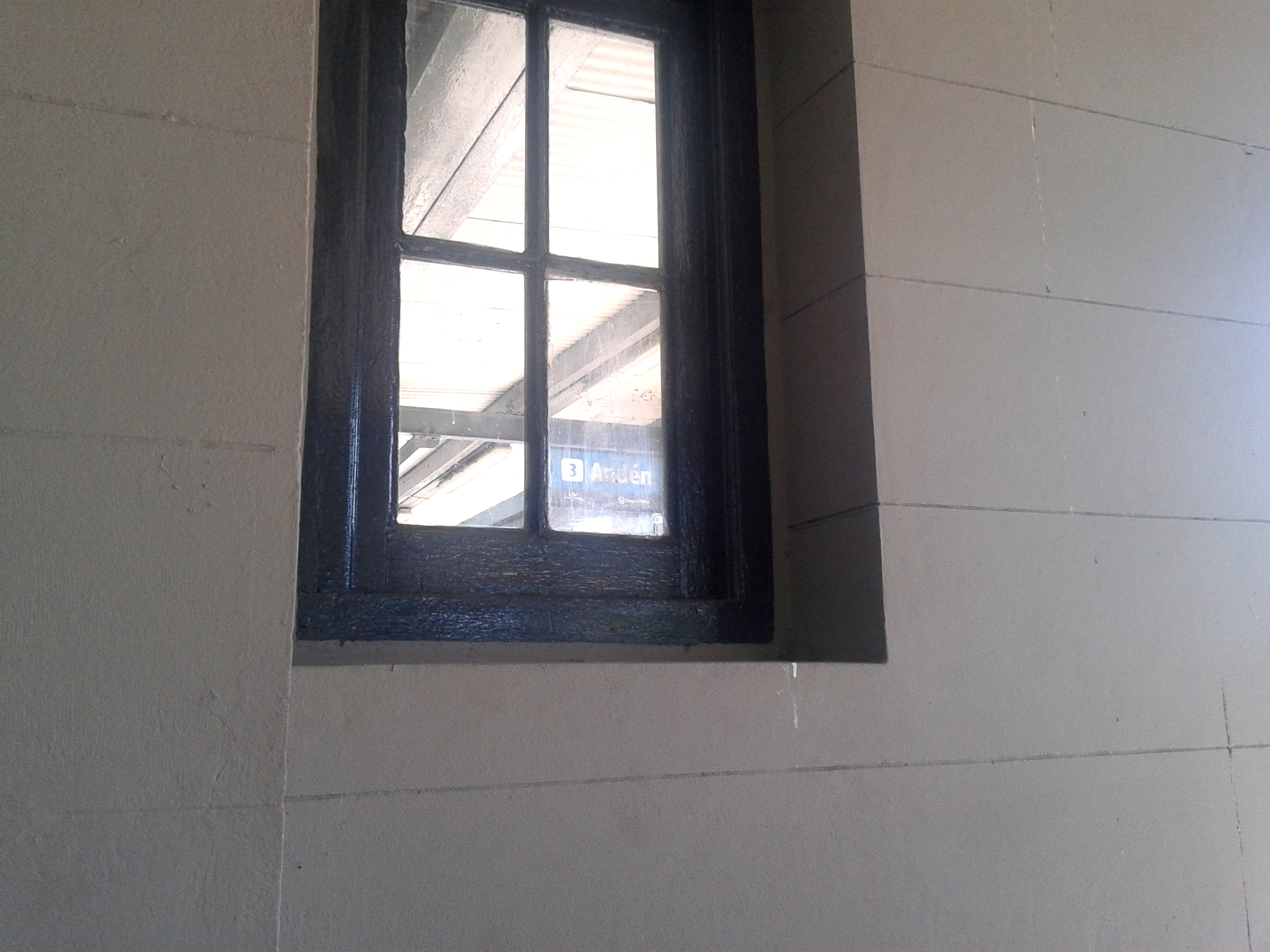
Detalle de una ventana del refugio
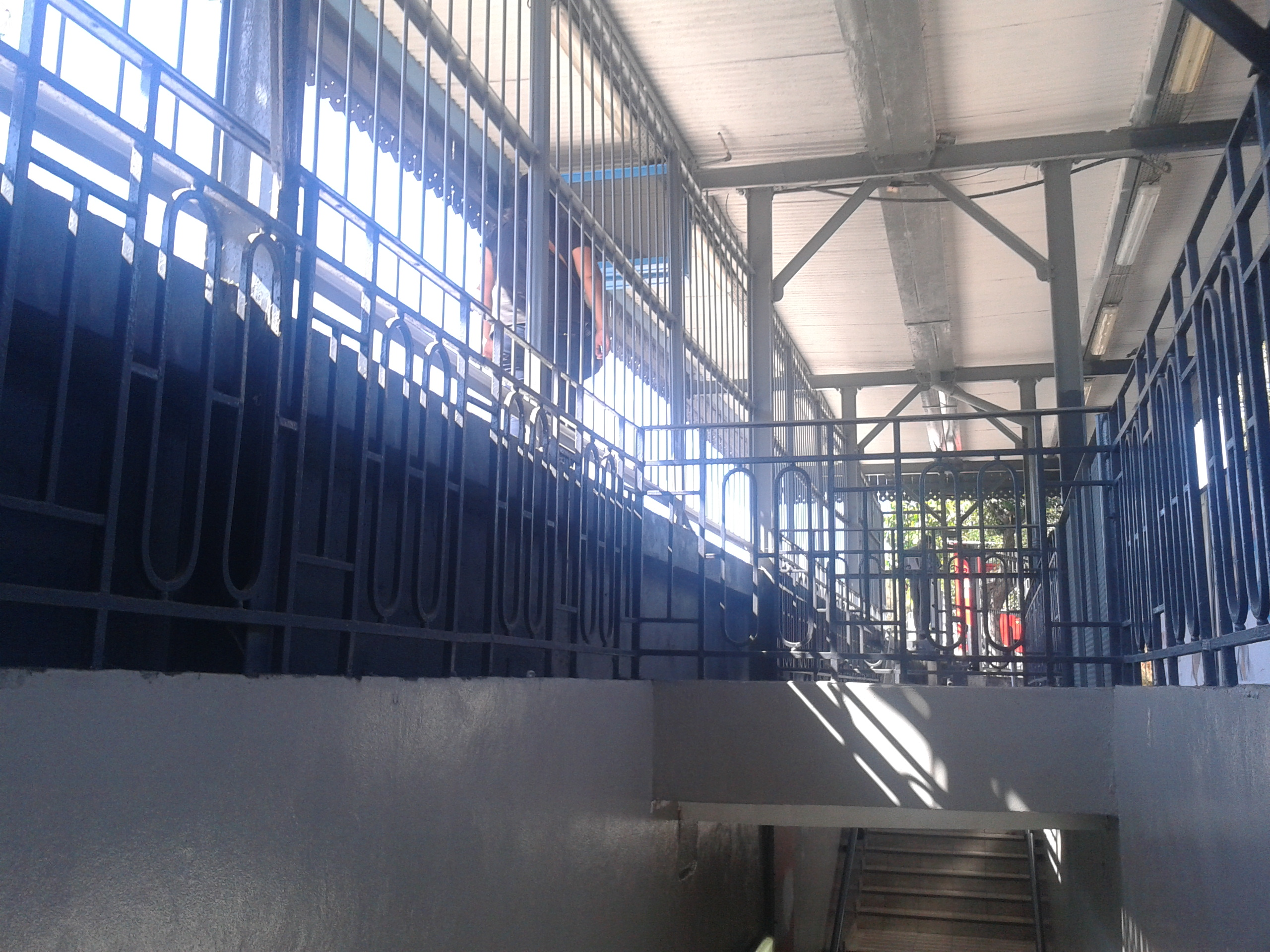
Acceso al túnel desde el andén 3

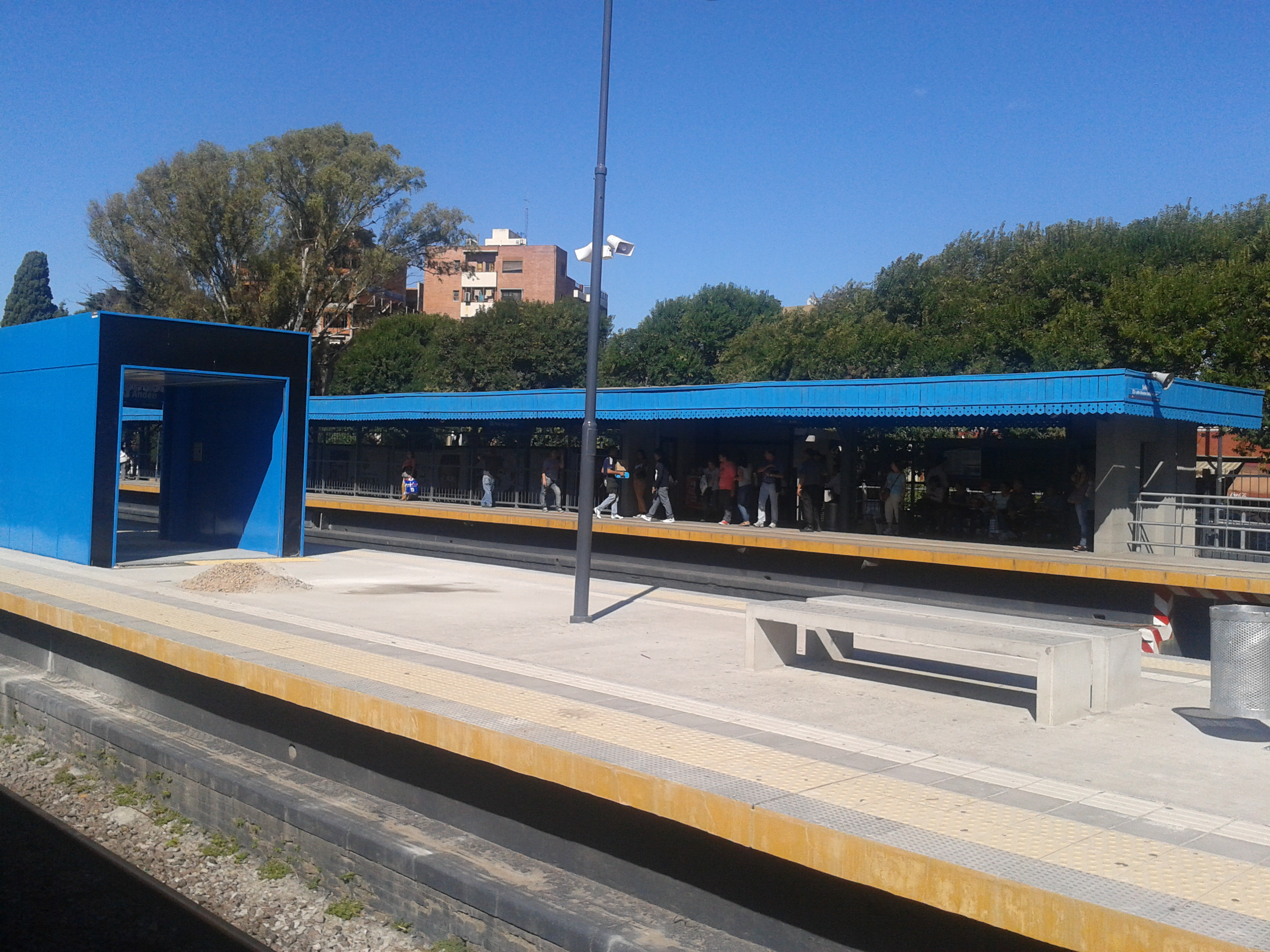
Nuevo módulo para molinetes
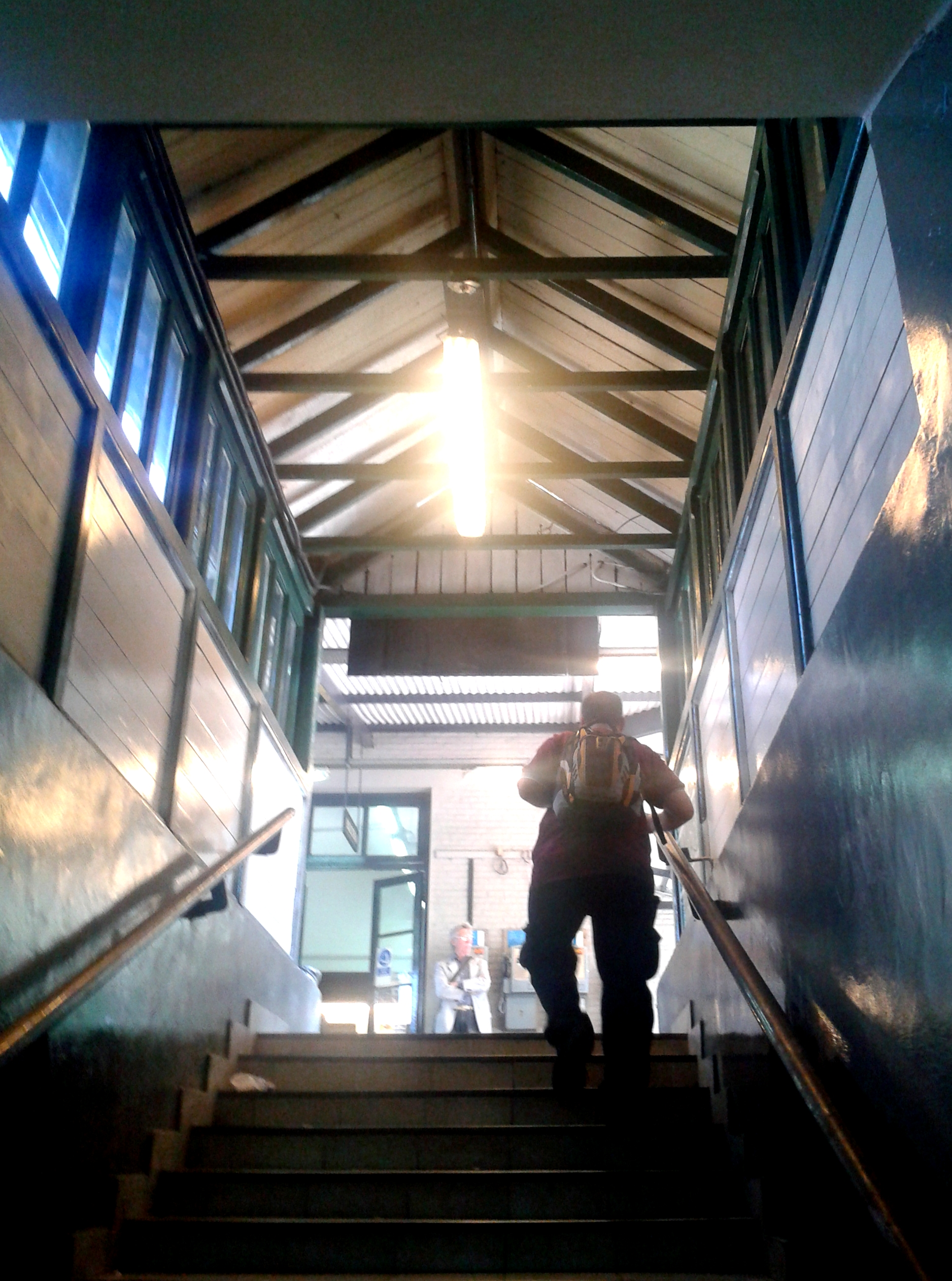
Salida del túnel
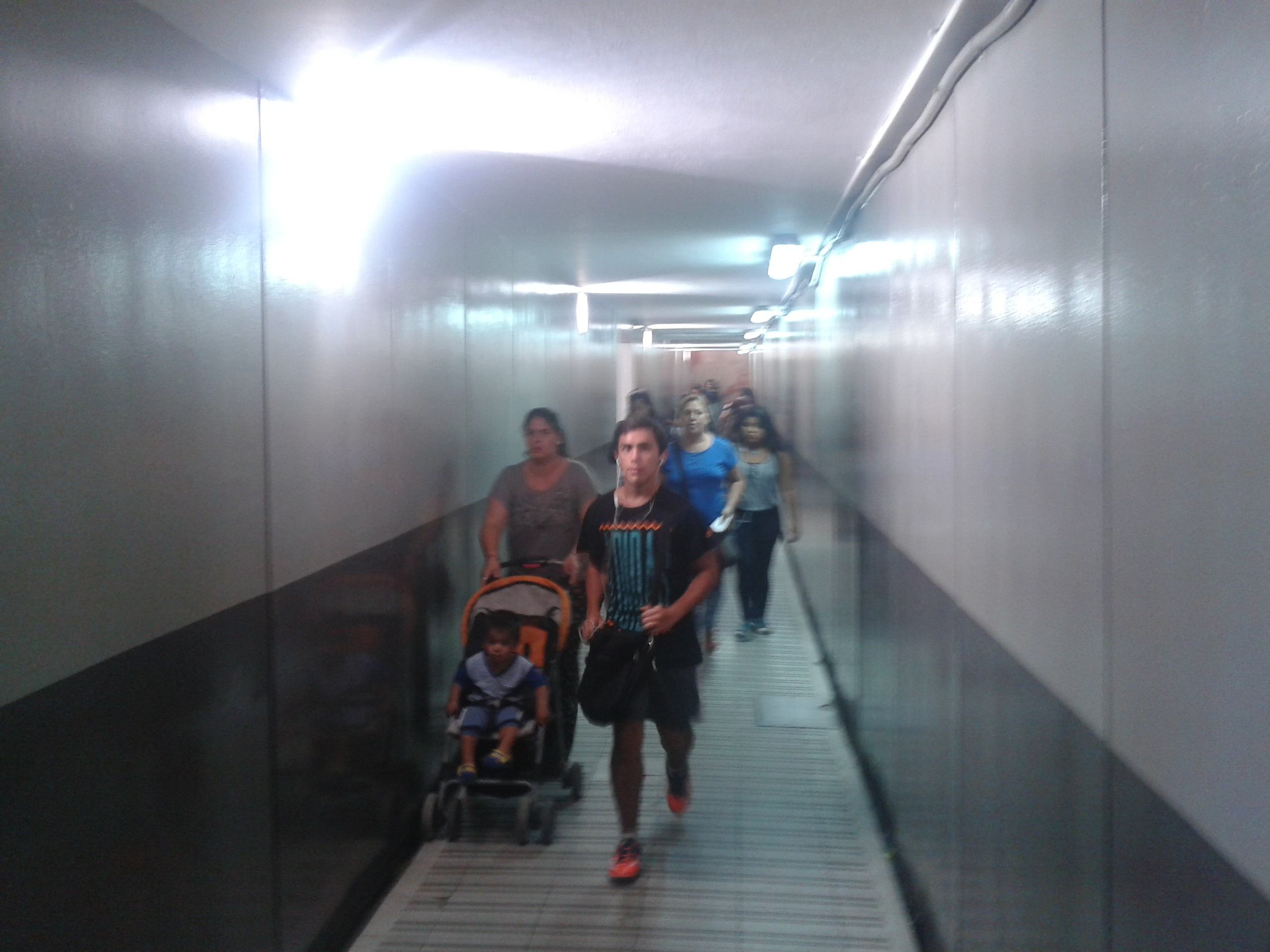
Interior del túnel
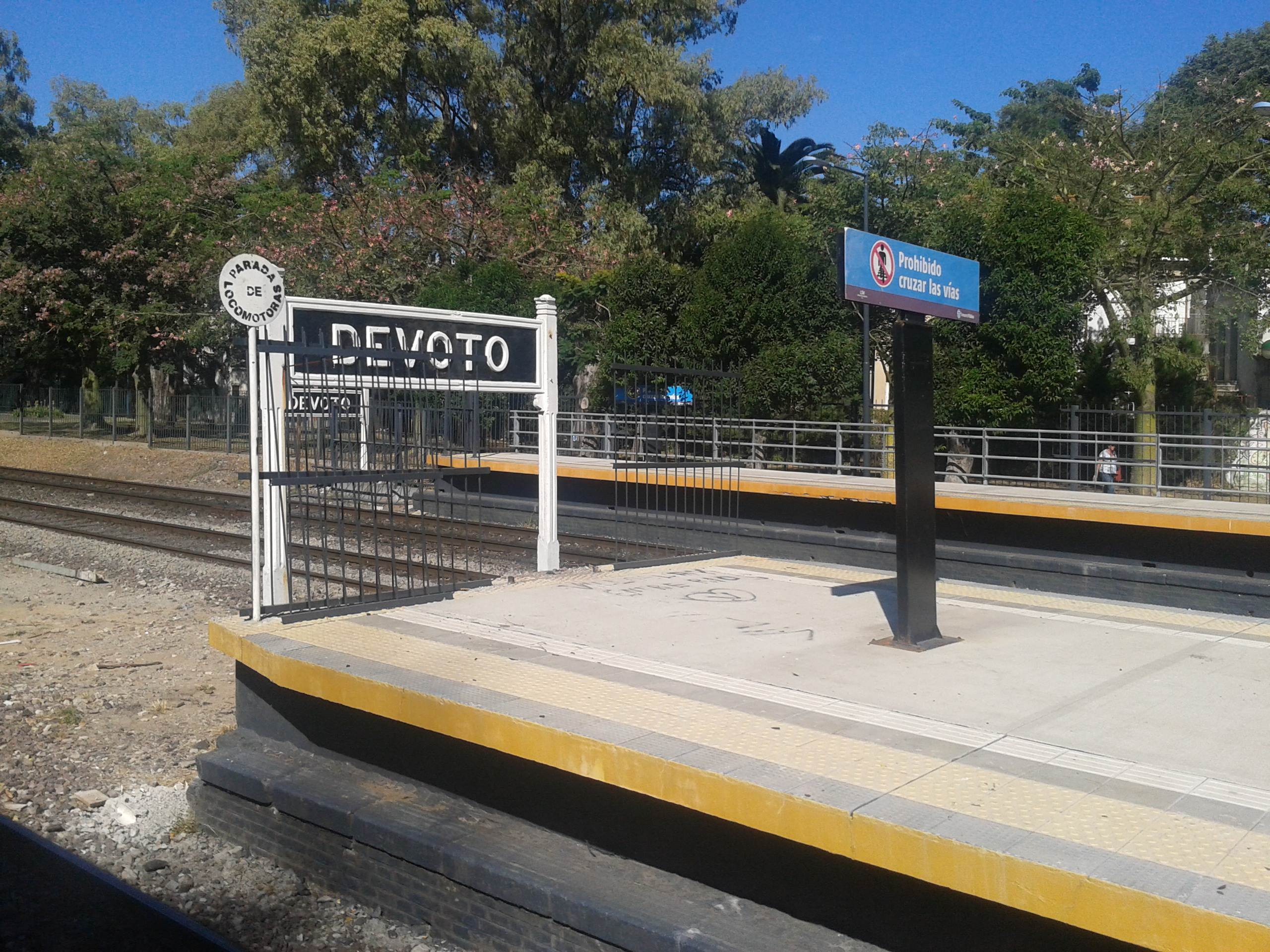
Final del andén y nomenclador original

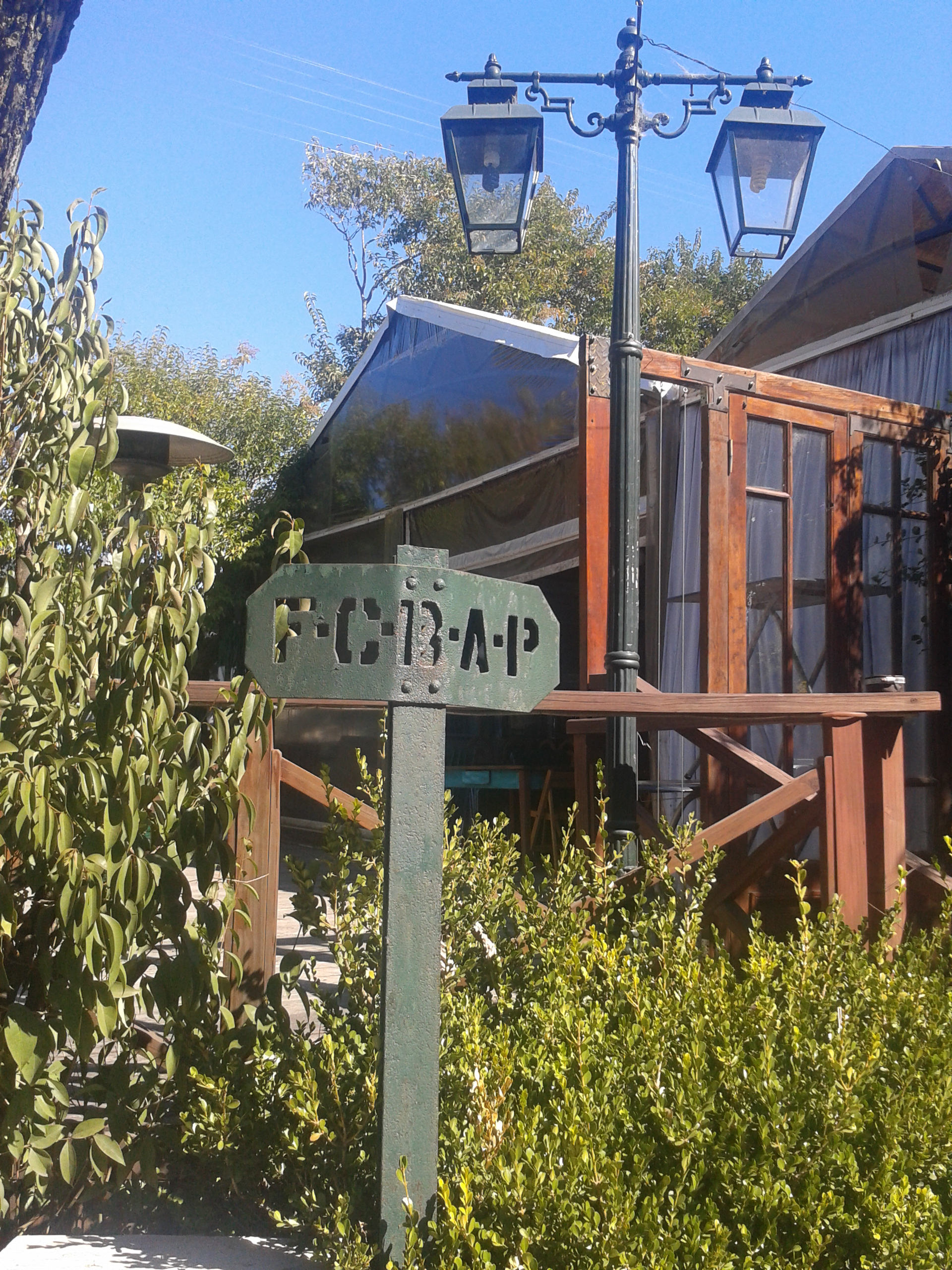
Cartel del F.C.B.A.P.
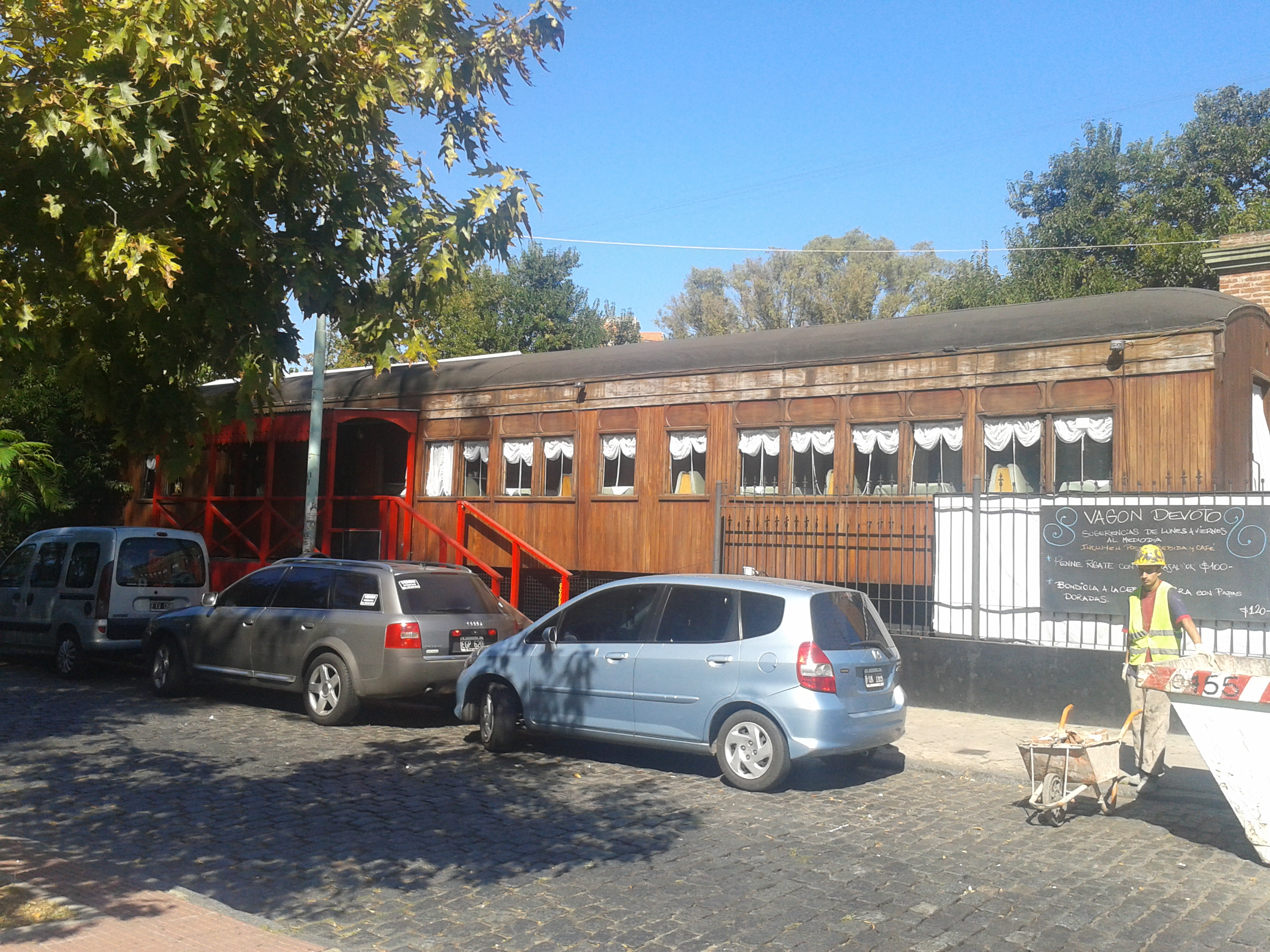
Coche restaurante